# Ramonda
A Ramonda (magyarul: Szerb ramonda vagy Szerb főnix virág) a szerb Teya Dora dala, mellyel Szerbiát képviselte a 2024-es Eurovíziós Dalfesztiválon Malmőben. A dal 2024. március 2-án, a szerb nemzeti döntőben, a Pesma za Evrovizijuban megszerzett győzelemmel érdemelte ki a dalversenyen való indulás jogát.

## Eurovíziós Dalfesztivál
2023. december 21-én vált hivatalossá, hogy az énekesnő dala résztvevője lesz a Pesma za Evroviziju nemzeti döntő mezőnyének. A dal 2024. február 29-én továbbjutott a dalválasztó műsor második elődöntőjéből a két nappal később rendezett döntőbe, ahol a szakmai zsűri, valamint a nézők szavazatai által összesítésben az első helyet érte el, és megnyerte a versenyt, így ez a dal képviselhette Szerbiát az Eurovíziós Dalfesztiválon.
A dalt először a május 7-én rendezendő első elődöntőben fellépési sorrendben másodikként adták elő, a Ciprust képviselő Silia Kapsis Liar című dala után és a Litvániát képviselő Silvester Belt Luktelk című dala előtt. Az elődöntőből tizedik helyezettként továbbjutott a május 11-i döntőbe, ahol fellépési sorrendben tizenhatodikként lépett fel, az Olaszországot képviselő Angelina Mango La noia című dala után és a Finnországot képviselő Windows95man No Rules! című dala előtt. A zsűri szavazáson a tizennegyedik helyen végzett 32 ponttal, míg a nézői szavazáson a tizennyolcadik helyen végzett 22 ponttal (Horvátországtól maximális pontot kapott), így összesítésben 54 ponttal a verseny tizenhetedik helyezettje lett.
A következő szerb induló Princ Mila című dala volt a 2025-ös Eurovíziós Dalfesztiválon.

## Háttér
A dalhoz 2024. március 1-jén jelent meg a hivatalos videóklip.